# Vicente Soto
Vicente Soto Iborra (Valencia, 22 de febrero de 1919-Madrid, 12 de septiembre de 2011) fue un escritor español de la Generación del 50. Destacó como novelista —consiguió el Premio Nadal en 1966—, pero sobre todo, como autor de narrativa breve.

## Biografía
Su abuelo materno fue el teniente Juan Bautista Ivorra Lledó (La Nucía, 1855), un laureado militar de la guerra de Cuba. Su nieto, el escritor, cursó el bachillerato en el Instituto Luis Vives de Valencia, excepto dos años que pasó en un colegio de Utiel. En su época de estudiante de derecho perteneció a la FUE, el sindicato de estudiantes de izquierdas, y al grupo de teatro El Búho. Combatió en el bando republicano durante la Guerra Civil y estudió derecho en la Universidad de Valencia, carrera que llegó a terminar, aunque no ejerció nunca. En aquellos años ganó un premio oficial de teatro, y la comedia infantil Rosalinda fue representada en el Teatro Apolo de Viveros y luego en el Teatro María Guerrero de Madrid, lugar hacia donde marchó desde su Valencia natal a causa del acoso al que lo sometían las autoridades franquistas por su condición de excombatiente republicano. Trabajó allí de auxiliar administrativo en una oficina de una Mutua Sanitaria y se vinculó a la tertulia sabatina del Café Lisboa de Madrid —iniciada en 1946—, donde se reunían artistas e intelectuales contrarios a la dictadura (Antonio Buero Vallejo, Francisco García Pavón, Juan Eduardo Zúñiga, Ezequiel González Mas...).
Como no lograba mantenerse en Madrid con lo que trabajaba y ya estaba casado con Blanca, su mujer, se exilió a Londres en 1954 para literalmente poder comer a diario, compaginando con la escritura creativa diversos trabajos —buscó trabajo como friegaplatos en un restaurante del Soho, aunque pronto se ocupó de tareas administrativas y como su gerente—, periodista freelance, miembro del COI (Central Office of Information), crítico de teatro durante tres años para la sección en español de la BBC, director de una revista de maquinaria industrial, traductor y profesor de español. Desde allí mantuvo una importante correspondencia con Antonio Buero Vallejo, uno de los miembros de la tertulia, al que le unía una gran amistad desde que Soto mecanografió el manuscrito de la premiada obra de Buero Historia de una escalera y que, compilada por Domingo Ródenas, ha sido publicada por la Fundación Banco Santander (Cartas boca arriba. Correspondencia (1954-2000), 2016). Buero le dedicó su pieza El sueño de la razón. 
Vicente Soto ganó el Premio Nadal de novela en 1966 con La zancada y el Internacional de Novela Plaza y Janés de 1986 con Una canción para un loco, pero destacó aún más como autor de narrativa breve, aspecto en que cosechó diversos e importantes premios: en 1968, el Gabriel Miró, con La prueba; en 1973 el Novelas y Cuentos, con Casicuentos de Londres, y en 1975 el premio de cuentos Hucha de Oro por El girasol. Entre sus autores preferidos solía nombrar a Faulkner, Proust y Juan Rulfo, y entre los españoles destacaba a Azorín y Gabriel Miró. Murió al poco de regresar a España en 2011.

## Obras

### Narrativa
- Vidas humildes, cuentos humildes, 1948
- La zancada, 1966, Premio Nadal
- La prueba, 1968, Premio Gabriel Miró
- Bernard, uno que volaba, 1972
- El gallo negro, 1973
- Casicuentos de Londres, seis sobre gentes de aquí y de allá y tres sobre españoles, 1973, Premio Novelas y Cuentos
- El girasol, 1974, Premio Hucha de Oro
- Cuentos del tiempo de nunca acabar, 1977
- Tres pesetas de historia, 1983, novela, traducida al ruso en 1986
- Una canción para un loco, 1986, Premio Internacional de Novela Plaza & Janés
- Pasos de nadie, 1991
- Luna creciente, luna menguante, 1993
- Cuentos de aquí y de allá, 2000
- Que no cante mamma Rosie, cuento traducido al valenciano por Emili Casanova, 2001
- Mambrú no volverá, 2002, Premio Lluís Guarner de la Crítica valenciana

### Teatro infantil
- Rosalinda. Romance infantil en tres actos, 1943, Premio Lope de Rueda.
- Leonor

## Premios
- Premio Lope de Rueda.
- Premio Nadal (1966).
- Premio Internacional de Novela Plaza y Janés (1986)
- Premio Hucha de Oro.
- Premio Gabriel Miró.
- Premio Novelas y Cuentos.
- Premio Lluís Guarner de la crítica valenciana.

### Citas
1. ↑  RTVE.es (8 de noviembre de 2016). «Las cartas inéditas de Buero Vallejo con Vicente Soto, un regalo para celebrar su centenario - RTVE.es». RTVE.es. Consultado el 1 de diciembre de 2017.
2. ↑  Suñen, Luis (13 de septiembre de 2011). «Vicente Soto, un novelista transterrado». El País (Madrid: Ediciones El País). Consultado el 1 de diciembre de 2017.
3. ↑  Valls, Fernando (14 de septiembre de 2011). «En la muerte de un gran escritor de cuentos: Vicente Soto». La nave de los locos. Consultado el 1 de diciembre de 2017.
4. ↑  Monferrer Catalán, 2007, pp. 446 y ss..
5. ↑  «Soto, Vicente (1919-2011)». Datos BNE. Consultado el 1 de diciembre de 2017.